# Nordheim (Württemberg)
Nordheim település Németországban, azon belül Baden-Württembergben. Lakosainak száma 8446 fő (2023. december 31.).

## Népesség
A település népessége az elmúlt években az alábbi módon változott:
| Lakosok száma | 4962 | 8021 | 8193 | 8270 | 8407 | 8475 | 8446 |
|               | 1975 | 2015 | 2017 | 2019 | 2021 | 2022 | 2023 |